# Unterseeboot 623
L'Unterseeboot 623 ou U-623 est un sous-marin allemand (U-Boot) de type VIIC utilisé par la Kriegsmarine pendant la Seconde Guerre mondiale.
Le sous-marin fut commandé le 15 août 1940 à Hambourg (Blohm & Voss), sa quille fut posée le 15 juillet 1941, il fut lancé le 31 mars 1942 et mis en service le 21 mai 1942, sous le commandement de l'Oberleutnant zur See Hermann Schrüder.
L'U-623 n'endommage ni ne coule aucun navire au cours des deux patrouilles (72 jours en mer) qu'il effectua.
Il coule dans l'Atlantique Nord, d'une attaque de l'aviation britannique, en février 1943.

## Conception
Unterseeboot type VII, l'U-623 avait un déplacement de 769 tonnes en surface et 871 tonnes en plongée. Il avait une longueur totale de 67,10 m, un maître-bau de 6,20 m, une hauteur de 9,60 m et un tirant d'eau de 4,74 m. Le sous-marin était propulsé par deux hélices de 1,23 m, deux moteurs diesel Germaniawerft M6V 40/46 de 6 cylindres en ligne de 1 400 cv à 470 tr/min, produisant un total de 2 060 à 2 350 kW en surface et de deux moteurs électriques BBC GG UB 720/8 de 375 cv à 295 tr/min, produisant un total 550 kW, en plongée. Le sous-marin avait une vitesse en surface de 17,7 nœuds (32,8 km/h) et une vitesse de 7,6 nœuds (14,1 km/h) en plongée. Immergé, il avait un rayon d'action de 80 milles marins (150 km) à 4 nœuds (7,4 km/h; 4,6 milles par heure) et pouvait atteindre une profondeur de 230 m. En surface son rayon d'action était de 8 500 milles nautiques (soit 15 700 km) à 10 nœuds (19 km/h). 
L'U-623 était équipé de cinq tubes lance-torpilles de 53,3 cm (quatre montés à l'avant et un à l'arrière) qui contenait quatorze torpilles. Il était équipé d'un canon de 8,8 cm SK C/35 (220 coups) et d'un canon antiaérien de 20 mm Flak. Il pouvait transporter 26 mines TMA ou 39 mines TMB. Son équipage comprenait 4 officiers et 40 à 56 sous-mariniers.

## Historique
Il suit sa période dans la 8. Unterseebootsflottille jusqu'au 30 novembre 1942, puis entre dans sa formation de combat dans la 6. Unterseebootsflottille. 
Lors de ses deux patrouilles de guerre, l'U-623 est affecté dans l'Atlantique Nord. Il navigue entre l'Irlande et le Canada, sans succès au combat.
L'U-623 coule le 21 février 1943 dans l'Atlantique Nord, au nord des Açores, à la position 48° 08′ N, 29° 37′ O, par six charges de profondeurs d'un Liberator britannique du No. 120 Squadron RAF (en), alors qu'il attaquait le convoi ON-166 (en) au milieu de l'Atlantique.
Les quarante-six membres de son équipage meurent dans cette attaque.

## Affectations
- 8. Unterseebootsflottille du 21 mai 1942 au 30 novembre 1942 (Période de formation).
- 6. Unterseebootsflottille du 1er décembre 1942 au 21 février 1943 (Unité combattante).

## Commandement
- Oberleutnant zur See Hermann Schrüder du 21 mai 1942 au 21 février 1943.

## Patrouilles
|       | Commandant             | Départ          | Départ      | Arrivée          | Arrivée     | Jours    | Succès |
| ----- | ---------------------- | --------------- | ----------- | ---------------- | ----------- | -------- | ------ |
| 1     | Oblt. Hermann Schröder | 5 novembre 1942 | Kiel        | 26 décembre 1942 | St. Nazaire | 52 jours |        |
| 2     | Oblt. Hermann Schröder | 2 février 1943  | St. Nazaire | 21 février 1943  | Coulé       | 20 jours |        |
| Total | Total                  | Total           | Total       | Total            | Total       | 72 jours | 0 t    |

Note : Oblt. = Oberleutnant zur See

### Opérations Wolfpack
L'U-623 opéra avec les Rudeltaktik (meute de loups) durant sa carrière opérationnelle.
- Drachen (22 novembre – 3 décembre 1942)
- Panzer (3-9 décembre 1942)
- Ungestüm (11-13 décembre 1942)
- Raufbold (13-18 décembre 1942)
- Ritter (11-21 février 1943)